# باريكان (طالقان)
باريكان هي قرية في مقاطعة طالقان، إيران. يقدر عدد سكانها بـ 209 نسمة بحسب إحصاء 2016.